# Orthoporus diaporoides
Orthoporus diaporoides är en mångfotingart som beskrevs av Filippo Silvestri 1897. Orthoporus diaporoides ingår i släktet Orthoporus och familjen Spirostreptidae. Inga underarter finns listade i Catalogue of Life.